# Thereva nova
Thereva nova är en tvåvingeart som beskrevs av Krober 1913. Thereva nova ingår i släktet Thereva och familjen stilettflugor. Inga underarter finns listade i Catalogue of Life.